# 西局站
西局站位于中华人民共和国北京市丰台区丰台街道与卢沟桥街道交界丰台北路、西局西路交叉口，是北京地铁10号线和14号线的地铁换乘站。

## 位置
西局站位于丰台北路（东西向），与西三环南路交汇的丽泽桥西。10号线呈南北向布置，14号线呈东西向布置，两线的车站呈“T”字形交叉。

## 车站结构

### 楼层
|                   |  | █ 14号线往张郭庄（七里庄） |
| 島式 · 開左邊车门 |  |                            |
|                   |  | █ 14号线往善各庄（东管头） |

|                   |  | █ 10号线内环（六里桥） |
| 島式 · 開左邊车门 |  |                        |
|                   |  | █ 10号线外环（泥洼）   |

### 站厅
西局站站厅位于地下一层，呈“T”字形，为两线车站共用站厅，类似于北土城站。

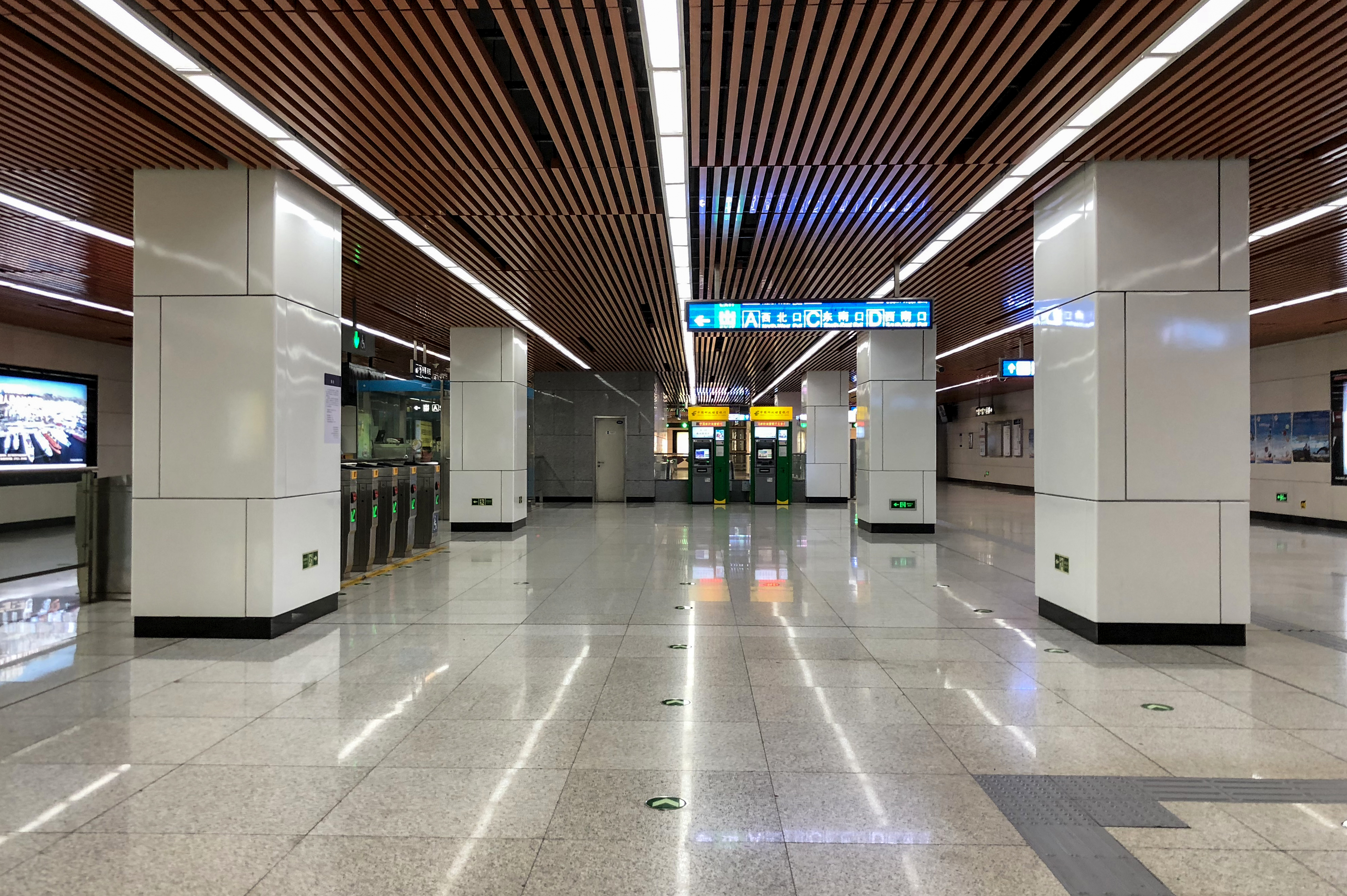
10号线站厅（2018年7月摄）
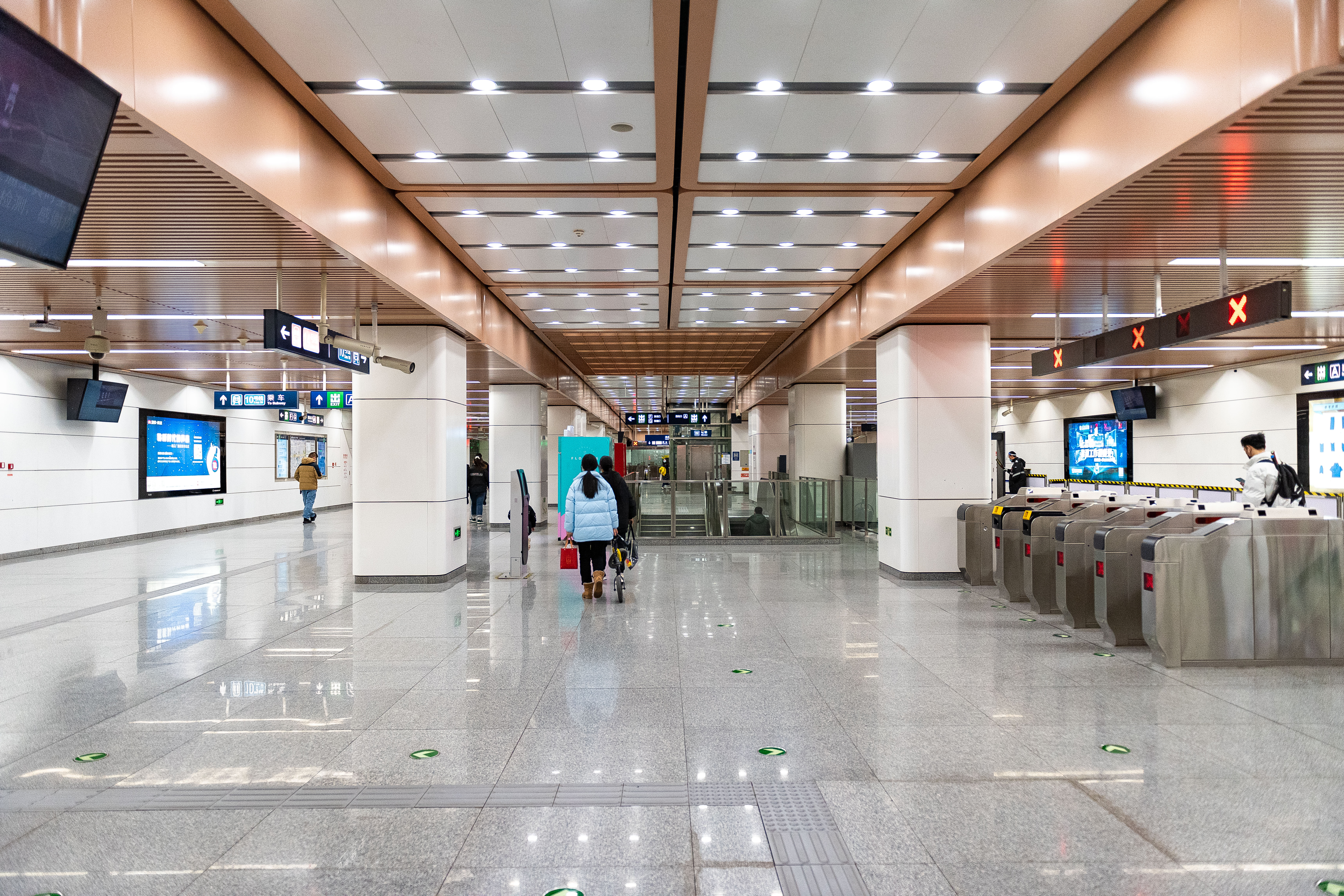
14号线站厅（2022年1月摄）

### 站台及换乘
西局站14号线站台位于地下二层，10号线站台位于地下三层，两线站台均为岛式站台。10号线月台南端及14号线月台东端均设有一条渡线，本站东南象限设有一条10号线与14号线之间联络线。14号线站台中部设有通往10号线站台北端的单向换乘楼梯，10号线换乘14号线则需经站厅换乘。

## 出入口
车站共设5个出入口，其中A口10号线与14号线共用，10号线有C、D口，14号线则有F、G口。
|                                |                  |                          |      |            |
|                                |                  |                          |      |            |
| 编号                           | 指示             | 建议前往的目的地         | 照片 | 无障碍设施 |
| 连通 10号线站厅                |                  |                          |      |            |
| 出口 · A · 升降机标志          | 丰台北路（南侧） | 金唐购物中心             |      |            |
| 出口 · C · 升降机标志          |                  | 丽泽景园                 |      |            |
| 出口 · D                       | 泥洼路（东侧）   |                          |      | 不適用     |
| 连通 14号线站厅                |                  |                          |      |            |
| · 此口直梯无法从地面直通站厅层 | 丰台北路（北侧） | 丽泽天地                 |      |            |
| 出口 · G                       | 丰台北路（南侧） | 金唐购物中心（恒泰广场） |      | 不適用     |
| 註： 設有                      |                  |                          |      |            |

## 外部连接
- 西局 - 京港地铁